# 패혈증
패혈증(敗血症, 영어: sepsis)이란 혈액이 인체에 침입한 세균에 감염됨으로써 나타나게 되는 전신성 염증반응 증후군을 의미한다. 빠른 시간 내에 사망할 수 있다. 영어 발음 그대로 셉시스라고도 한다. 유의어는 blood poisoning이다.

## 원인
원인균은 연쇄상구균, 포도상구균, 대장균, 폐렴균, 녹농균, 진균을 비롯하여 매우 다양하다. 인체에 발생한 화농성 질환의 원인균이 혈액에 유입되기도 하고, 때로는 비브리오 패혈증과 같이 식품 섭취를 통해 감염되기도 하며, 혈액이 세균에 직접 감염되지 않더라도 인체 한 부위의 감염원에서 발생하는 염증 물질로 인해 증상이 나타나기도 한다. 특히 알코올 중독, 영양실조, 간 질환 등으로 면역력이 저하된 사람이나 신생아에 발생하기 쉽다.

## 증상
감염 초기에는 고열과 무력감, 오한, 혈압 저하 등의 증상을 보이나 이후 증상은 환자별로 상이하므로 명확한 진단기준은 없다.

## 진단
특별한 진단법은 없다. 따라서 체온, 맥박수, 호흡수, 혈압, 혈액 검사상의 백혈구 수치 등을 종합하여 판단한다. 감염증이 있는지 확인하는 것이 중요하다.

## 검사
기본 혈액 검사를 하여 백혈구 수와 혈소판 수를 확인한다. 혈액 배양 검사를 해야 하지만 5일이나 걸려서 환자가 그 전에 사망할 수 있다. 따라서 의사의 경험적 판단이 필요하다.

## 치료
감염 부위를 찾아 항생제 치료를 하여야 한다. 치료시 혈압유지, 혈액공급, 산소공급이 중요하다.

## 경과
빨리 치료하지 않으면 패혈성 쇼크(septic shock)로 이어져 사망가능성이 매우 높다. 패혈증은 치사율이 40%이다.

## 관련질병
- 흑사병
- 화상
- 당뇨

## 관련 정보
2012년 9월 12일, 첫 번째 세계 패혈증의 날을 맞아 전 세계에서 행사가 개최되었다. 행사 주최자들은 전립선암, 유방암, AIDS를 모두 합친 것보다도 사망자가 많고 또 매일 전 세계에서 1만명 이상이 사망하는 패혈증에 대해, 일반의 관심이 필요하다고 주장했다. 감염 직후 한 시간 내에 진단 치료가 되면 생존확률은 80% 이상이지만 여섯 시간이 지난 후에는 30%에 지나지 않는다.
2007년 7월 17일, 병원내 세균 감염에 따른 패혈증 사망자가 여전히 많다고 질병관리본부가 국회에 보고했다. 면역력이 약한 신생아와 노인들이 주로 사망한다.

## 같이 보기
- 비브리오 패혈증
- 신생아 패혈증
- 폐렴
- 다발성 장기 부전(MODS)
- 의료호흡기
- 호흡기 질환
- 간질성 폐질환(ILD)
- 호흡 부전
- 에피네프린